# MCMXC a.D.
MCMXC a.D. è l'album di esordio degli Enigma, uscito nel 1990 ed anticipato dal singolo Sadeness (Part I), che è subito diventato un successo mondiale.
Al momento della sua uscita l'album suscitò una forte polemica a causa dei suoi intrecci tra religione e sessualità, in particolare nei primi tre singoli dell'album. Al videoclip "Principles of Lust" fu proibita la messa in onda da molti canali televisivi tra cui MTV, riluttanti a trasmettere anche il video musicale di "Sadeness (Part I)". L'album fu proibito anche in altri paesi, mentre la critica lo stroncò definendolo blasfemo. Tuttavia, la sua popolarità fu tale da proiettarlo al primo posto in ben 24 paesi, che gli valse la conquista del disco di platino.
Il successo di MCMXC a.D. influenzò anche i lavori di altri complessi musicali, tra cui i B-Tribe, con Fiesta Fatal!,  dei Delerium con Semantic Spaces e di Sarah Brightman con Eden. L'album fu una pietra miliare dalla quale trassero ispirazione altri gruppi che includevano nelle loro canzoni canti gregoriani, tra cui Era e Gregorian Band, fondati da Frank Peterson prima che si unisse a Michael Cretu. Grazie a tale successo, dopo quattro anni di permanenza nelle classifiche dei brani più venduti, Cretu ricevette per l'album successivo, The Cross of Changes 1.4 milioni di prenotazioni.
Nel 1994, la tedesca Polydor citò in giudizio Cretu e la sezione tedesca della Virgin, accusandole di violazione del copyright a causa del brano gregoriano usato in Sadeness (Part I) e Mea culpa (Part II). Cretu concordò un pagamento in denaro a compensazione dell'originale creatore del brano.
Nel 1991 è uscita un'edizione limitata che conteneva quattro tracce in più rispetto all'originale dell'anno precedente, ovvero i remix di Sadeness, Mea culpa, Principles of Lust e The Rivers of Belief).

## Tema
Il tema principale dell'album MCMXC a.D. si può riassumere nel conflitto tra religione e sessualità. La canzone principale dell'album ("Sadeness (Part I)"), si interroga sulle personali credenze del Marchese de Sade, un individuo che provava piacere attraverso la tortura. Altri temi che ricorrono nell'album si basano sulle credenze cristiane e sull'apocalisse tratte dal Libro della Rivelazione.

## Panoramica
MCMXC a.D. inizia con il suono carezzevole di una sirena nella nebbia, successivamente riconosciuto come la "Sirena di Enigma" e la voce di Louisa Stanley, nel 1990 Executive presso la Virgin Records, protagonista del brano "The Voice of Enigma". Dall'attacco iniziale del canto gregoriano "Procedamus in pace!" seguono i primi tre movimenti dell'album dal titolo "Principles of Lust", ("Dottrina della Lussuria"). La prima parte, "Sadeness", ricevette molta attenzione grazie ad un unico e originale mix tra Canto Gregoriano e musica beat. Completano il quadro il Triangolo, il flauto sintetizzatore shakujachi, unito alla cantante francese e ai suoni di respiri della moglie di Michael Cretu, Sandra. Cretu descrive comunque la voce parlante in francese nel brano "Sadeness (Part I)" solo come una sua buona amica. La canzone gradualmente sfuma nel brano "Principles of Lust", nel quale Sandra invita l'ascoltatore a lasciarsi andare al suo desiderio di lussuria. Segue il canto "Sadeness" unito ad un breve pezzo al pianoforte, basato sullo stesso motivo del flauto shakujachi. Il flauto è utilizzato nuovamente con il canto "Hosanna" che sfuma gradualmente verso la fine del movimento.
Il quinto brano, "Callas Went Away", ("La Callas se ne è andata"), è un tributo alla cantante d'opera, Maria Callas. Il brano esordisce con una serie di cinguettii sintetizzati, mixati in un lento sound beat di un piano, condotto dalla voce sussurrata di Sandra, alla fine del quale fa capolino il brano tratto dall'aria Ces lettres, ces lettres dell'opera Werther di Jules Massenet.
Il rumore della pioggia, con cui inizia Mea culpa, è un suono campione tratto dallo stesso brano introduttivo dei Black Sabbath. Appare predominante il canto liturgico Kyrie eleison (da Mass XI, Orbit Factor, in Liber usualis) accanto alla voce di Sandra e allo stesso flauto. Il brano sfuma verso una traccia sperimentale, "The voice and the Snake" ("La voce e il Serpente"), basato su "Seven Bowls" ("Sette Bocce"), una canzone degli Aphrodite's Child nella quale un gruppo di persone descrive la fine del mondo in modo apocalittico e misterioso, menzionando il Libro della Rivelazione.
Una boccia cade a terra e si rompe, lasciando spazio alla canzone "Knocking on Forbidden Doors" ("Bussando alle porte proibite"). Il battito dei tamburi sembra simulare il bussare ad una porta, prima che la musica progredisca ad un ritmo più veloce. Infine una chitarra si inserisce quasi in silenzio come sottofondo ad un canto gregoriano, questa volta parte di un Salve Regina e sfumando nella traccia seguente.
La seconda parte del triplo movimento dell'album, Back to the Rivers of Belief, lentamente inizia con le note di John Williams, tratte dal film di Steven Spielberg Incontri ravvicinati del terzo tipo, che introducono il dolce canto gregoriano nella prima parte del movimento, Way of Eternity ("Via dell'Eternità"). Lo stesso stile beat ripreso da Sadeness inizia da Hallelujah con un imponente suono di violino che accompagna la musica.
Il triangolo vocale della prima parte si ripropone ripetendosi. In questa traccia è evidente uno stile arabo sia nel presente che nel successivo brano, The Rivers of Belief, l'unico dell'album in cui canta Michael Cretu. Dopo il coro con Cretu, la musica si ferma completamente e una voce maschile poco familiare intona il Libro della Rivelazione 8:1 "Quando l'Agnello aprirà il settimo sigillo, il silenzio contemplerà il cielo". La frase sul Settimo Sigillo inizia al 7º minuto e 7º secondo della settima traccia, tuttavia, in alcune versioni, appare al 7º minuto e 17º secondo. L'album termina con l'iniziale flauto shakujachi e il "Corno di Enigma".

## Copertina e booklet
L'Arte visuale della copertina di MCMXC a.D fu progettata da Johan Zambrysky, autore anche dei successivi quattro album e delle compilation in DVD. Si presenta con una spessa e nera cornice che avvolge una silhouette circondata da una luce brillante, e una croce cristiana in basso al centro, ed è ispirata ai temi, alle atmosfere ed alle suggestioni musicali del disco, richiamate ed enfatizzate anche da queste tre citazioni stampate nella terza pagina del booklet:
- "The path of excess leads to the tower of wisdom" - W. Blake. [Trad: "La via dell'eccesso porta alla torre della saggezza"]. Questa citazione viene ripresa anche nella canzone "Gravity of Love" nell'album "The Screen Behind The Mirror".
- "The pleasure of satisfying a savage instinct, undomesticated by the ego, is uncomparably much more intense than the one of satisfying a tamed instinct. The reason is becoming the enemy that prevents us from a lot of possibilities of pleasure" - S. Freud. [Trad: "Il piacere di soddisfare gli istinti di un ego selvaggio, è incomparabilmente più intenso di qualsiasi soddisfazione dovuta ad un istinto addomesticato. La ragione è divenuta il 'nemico', ed esso ci impedisce di provare un piacere senza limiti."]
- "If you believe in the light, it's because of obscurity, if you believe in happiness it's because of unhappiness, if you believe in God, then you have to believe in the Devil" - Padre X (esorcista della chiesa di Notre Dame, Parigi). [Trad: "Se credi nella luce, è a causa dell'oscurità, se credi nella felicità è a causa dell'infelicità, se credi in Dio, allora devi credere anche nel Diavolo"].

## Tracce
1. The Voice of Enigma ("Curly" Michael Cretu);
2. Principles of Lust - A Sadeness ("Curly" Michael Cretu - F. Gregorian - David Fairstein)
3. Principles of Lust - B Find Love ("Curly" Michael Cretu)
4. Principles of Lust - C Sadeness (Reprise) ("Curly" Michael Cretu - F. Gregorian - David Fairstein)
5. Callas Went Away ("Curly" Michael Cretu)
6. Mea culpa ("Curly" Michael Cretu - David Fairstein)
7. The Voice and the Snake ("Curly" Michael Cretu - F. Gregorian)
8. Knocking on Forbidden Doors ("Curly" Michael Cretu)
9. Back to the Rivers of Belief - A Way to Eternity ("Curly" Michael Cretu)
10. Back to the Rivers of Belief - B Hallelujah ("Curly" Michael Cretu)
11. Back to the Rivers of Belief - C The Rivers of Belief ("Curly" Michael Cretu - David Fairstein);
12. Sadeness (Meditation) ("Curly" Michael Cretu - F. Gregorian - David Fairstein); (traccia presente solo nell'edizione del 1991)
13. Mea culpa (Fading Shades) ("Curly" Michael Cretu- David Fairstein); (traccia presente solo nell'edizione del 1991)
14. Principles of Lust (Everlasting Lust) ("Curly" Michael Cretu); (traccia presente solo nell'edizione del 1991)
15. The Rivers of Belief (The Returning Silence) ("Curly" Michael Cretu - David Fairstein); (traccia presente solo nell'edizione del 1991)

### Album originale
1. "The Voice of Enigma" (Curly M.C.) – 2:21
2. "Principles of Lust" – 11:43
A. "Sadeness" (Curly, F. Gregorian, David Fairstein)
B. "Find Love" (Curly)
C. "Sadeness (reprise)" (Curly, Gregorian, Fairstein)
3. "Callas Went Away" (Curly) – 4:27
4. "Mea culpa" (Curly, Fairstein) – 5:03
5. "The Voice & The Snake" (Curly, Gregorian) – 1:39
6. "Knocking on Forbidden Doors" (Curly) – 4:31
7. "Back to the Rivers of Belief" – 10:32
A. "Way to Eternity" (Curly)
B. "Hallelujah" (Curly)
C. "The Rivers of Belief" (Curly, Fairstein)

### MCMXC a.D. - The Limited Edition
(In vendita dal Novembre 1991, compresa le canzoni dell'album originale e 4 remix addizionali)
8. "Sadeness (Meditation)" (Curly, Gregorian, Fairstein) – 2:43
9. "Mea culpa (Fading Shades)" (Curly, Fairstein) – 6:04
10. "Principles of Lust (Everlasting Lust)" (Curly) – 4:50
11. "The Rivers of Belief (The Returning Silence)" (Curly, Fairstein) – 7:04

### MCMXC a.D.with bonus disc
(In vendita dal novembre 1999, compresa una riproposizione dell'album originale e 6 remixes di 2 canzoni su di un disco a parte)
1. "Sadeness - Part I (Meditation Mix)" (Curly, Fairstein) – 3:00
2. "Sadeness - Part I (Extended Trance Mix)" (Curly, Fairstein) – 5:01
3. "Sadeness - Part I (Violent U.S. Remix)" (Curly, Fairstein) – 5:03
4. "Mea culpa - Part II (Fading Shades Mix)" (Curly, Fairstein) – 6:13
5. "Mea culpa - Part II (Orthodox Version)" (Curly, Fairstein) – 4:00
6. "Mea culpa - Part II (Catholic Version)" (Curly, Fairstein) – 3:55

## Singoli
- 1990 – "Sadeness (Part I)" (Virgin Schallplatten GmbH)
- 1991 – "Mea culpa (Part II)" (Virgin Records)
- 1991 – "Principles of Lust" (Virgin Schallplatten GmbH)
- 1991 – "The Rivers of Belief" (Virgin Records)

## Formazione
- Michael Cretu (riconosciuto come Curly M.C.) – produttore, voce
- Sandra Cretu – voce
- David Fairstein – lyrics
- Louisa Stanley – voce
- Frank Peterson (credited as F. Gregorian) – samples

## Statistiche
L'album ha raggiunto il top delle classifiche in 41 paesi
Non si conosce esattamente quante copie complessivamente ha venduto, ma se ne stimano tra i 20-22 milioni. Ufficialmente per il 1993 si stimano 12 milioni, mentre per il 1994 si arriva a 14 milioni di copie vendute.

## Riconoscimenti
| Nazione *       | Posizione in classifica                 | Dischi di oro/platino | Vendite    |
| --------------- | --------------------------------------- | --------------------- | ---------- |
| Australia *     | 1                                       | 4x Platino            | 240 000    |
| Belgio *        | 1                                       | 4x Platino            | 140.000    |
| Brasile *       | Classifica inattendibile per il Brasile | Platino               | 300.000    |
| Canada *        | 1                                       | 2x Platino            | 280.000    |
| Francia *       | 1                                       | 2x Platino            | 700.000    |
| Germania *      | 2                                       | 5x Platino            | 1.500.000  |
| Italia *        | 3                                       | 2x Platino            | 240.000    |
| Malesia *       | 1                                       | 4x Platino            | 120.000    |
| Messico *       | 1                                       | 4x Platino            | 450.000    |
| Norvegia *      | 1                                       | 2x Platino            | 120.000    |
| Spagna *        | 1                                       | 2x Platino            | 240.000    |
| Corea del Sud * | 1                                       | 4x Platino            | 450.000    |
| Svizzera *      | 1                                       | 4x Platino            | 140.000    |
| Taiwan *        | 1                                       | 4x Platino            | 240.000    |
| Gran Bretagna * | 1                                       | 4x Platino            | 1.500.000  |
| Stati Uniti *   | 6                                       | 5x Platino            | 5.000.000  |
| Mondo *         | 1                                       | 11x Platino           | 22.000.000 |

* Sorgente: Billboard Date: 11/30/96
1 L'Album è rimasto per 184 settimane (più di 3 anni) nella classifica dei 200 album più venduti in Gran Bretagna, comprese 87 settimane nella Top 75.
² L'album è rimasto per 282 settimane (più di 5 anni) nella Top 200 in Stati Uniti, comprese 168 settimane nella Top Catalog Albums.
Singoli - Billboard (America del Nord)
| Anno | Singolo             | Classifica                         | Posizione |
| ---- | ------------------- | ---------------------------------- | --------- |
| 1991 | "Sadeness (Part I)" | The Billboard Hot 100              | 5         |
| 1991 | "Sadeness (Part I)" | Modern Rock Tracks                 | 5         |
| 1991 | "Sadeness (Part I)" | Hot R&B/Hip-Hop Singles & Tracks   | 66        |
| 1991 | "Sadeness (Part I)" | Hot Dance Music/Club Play          | 1         |
| 1991 | "Sadeness (Part I)" | Hot Dance Music/Maxi-Singles Sales | 1         |